# Марія Софія Онуфрович-Плоска
Марія Софія Онуфрович-Плоска (псевдонім: Стрыенка; 15 березня 1862, Калинковичі Мозирського повіту Мінської губернії — 2 вересня 1922, Краків, Польща) — польська революціонерка.

## Біографія
Походила з родини дрібної шляхти. Вчилася на фельдшерських курсах у Петербурзі. Мала контакт з польськими нелегальними організаціями Воля народу' і 'Ватра'.
У 1882 разом з чоловіком Едмундом Плоским переїхала до Варшави, де увійшла в керівництво партії "Пролетаріат", яку очолювала Марія Богушевич. Керувала діяльністю нелегальної друкарні "Воля народу". У зв'язку з арештом чоловіка була вислана в Краків із завданням створити там гілку "Пролетаріату". Була під наглядом австрійської поліції. 19 грудня 1883 заарештована з групою соціалістів. 30 березня 1884 краківський суд засудив її до 4 місяців в'язниці і вислання за межі Австро-Угорщини. 
Після закінчення терміну покарання передана царській владі і поміщена в 10-й павільйон Варшавської фортеці. 29 липня 1885 засуджена до 4 років заслання. Відбувала заслання разом з чоловіком на Сахаліні. Після закінчення терміну їй заборонили повертатися на Батьківщину. З 1897 жила з чоловіком в Благовєщенську. У 1906 разом з ним втекла до Японії, а звідти в Трієст. З 1907 року знову жила у Кракові. 
Під час Першої світової війни доглядала поранених солдатів. Після війни керувала господарчими курсами.

## Джерело
- Маракоў Л. У. Рэпрэсаваныя літаратары, навукоўцы, работнікі асветы, грамадскія і культурныя дзеячы Беларусі, 1794—1991. Энц. даведнік. У 10 т. — Т. 1. — Мн:, 2003. ISBN 985-6374-04-9

1. 1 2  Internetowy Polski Słownik Biograficzny